# トクサバモクマオウ
トクサバモクマオウ（学名: Casuarina equisetifolia）は、モクマオウ科に分類される常緑樹の一種。

## 分布
自然生育地は、ビルマ、ベトナム、マレーシア全域、東はフランス領ポリネシア、ニューカレドニア、バヌアツ、南はオーストラリア（ノーザンテリトリー北部、クイーンズランド州北部および東部、ニューサウスウェールズ州北東部）に跨がる。マダガスカルでも個体群が見られるが、自然生育種であるかは疑わしい。
アメリカ合衆国南部、メキシコ、キューバ、グアム、西アフリカ、パキスタン、日本（小笠原諸島、沖縄諸島、大東諸島、先島諸島）に外来種として移入分布する。

## 分類
Casuarina equisetifoliaは、リンネによって1759年にCasuarina equisefoliaであると公式に分類された。タイプはニューサウスウェールズの植物学者Lawrie Johnsonによって1989年に指定された。英語での一般名はCoast Sheoak, Coast She oak, Beach Casuarina, Beach Oak, Beach Sheoak, Whistling Tree, Coastal She oak, Horsetail She oak, horsetail tree, Australian pine, ironwood, whistling pine Filao Tree, Agoho等である。日本語ではトキワギョリュウとも呼ばれる。種小名のequisetifoliaはラテン語で馬の毛を意味するequisetumに由来する（トクサ属 Equisetum 植物の末端枝に似ていることに因る）。
本種に2つの亜種がある。
Casuarina equisetifolia subsp. equisetifolia
高さ35 m (115 ft)の大きな木; 枝は直径0.5–0.7 mm (0.020–0.028 in)、毛はない。東南アジア、オーストラリア北部に生育する。
Casuarina equisetifolia subsp. incana (Benth.) L.A.S.Johnson.
高さ12 m (39 ft)の小さな木; 枝は直径0.7–1 mm (0.028–0.039 in)、綿毛で覆われている。オーストラリア東部（クイーンズランド東部、ニューサウスウェールズ）、ニューカレドニア、バヌアツ南部に生育する。

## 特徴
トクサバモクマオウは高さ6–35 m (20–115 ft)に成長する常緑樹である。群葉は、細い枝分かれした緑から灰緑色の直径0.5–1 mm (0.020–0.039 in)の小枝からなり、微細な鱗状の葉によって渦巻状に覆われている。花は尾状花序様の花序中に咲く。雄花は長さ0.7–4 cm (0.28–1.57 in)の突起中にあり、雌花は短い花柄上にある。その他のほとんどのモクマオウ属植物（雌雄異株）とは異なり、雌雄同株である。果実は卵形の木質構造をしており、長さ10–24 mm (0.39–0.94 in)、直径9–13 mm (0.35–0.51 in)、一見松かさに似ている。

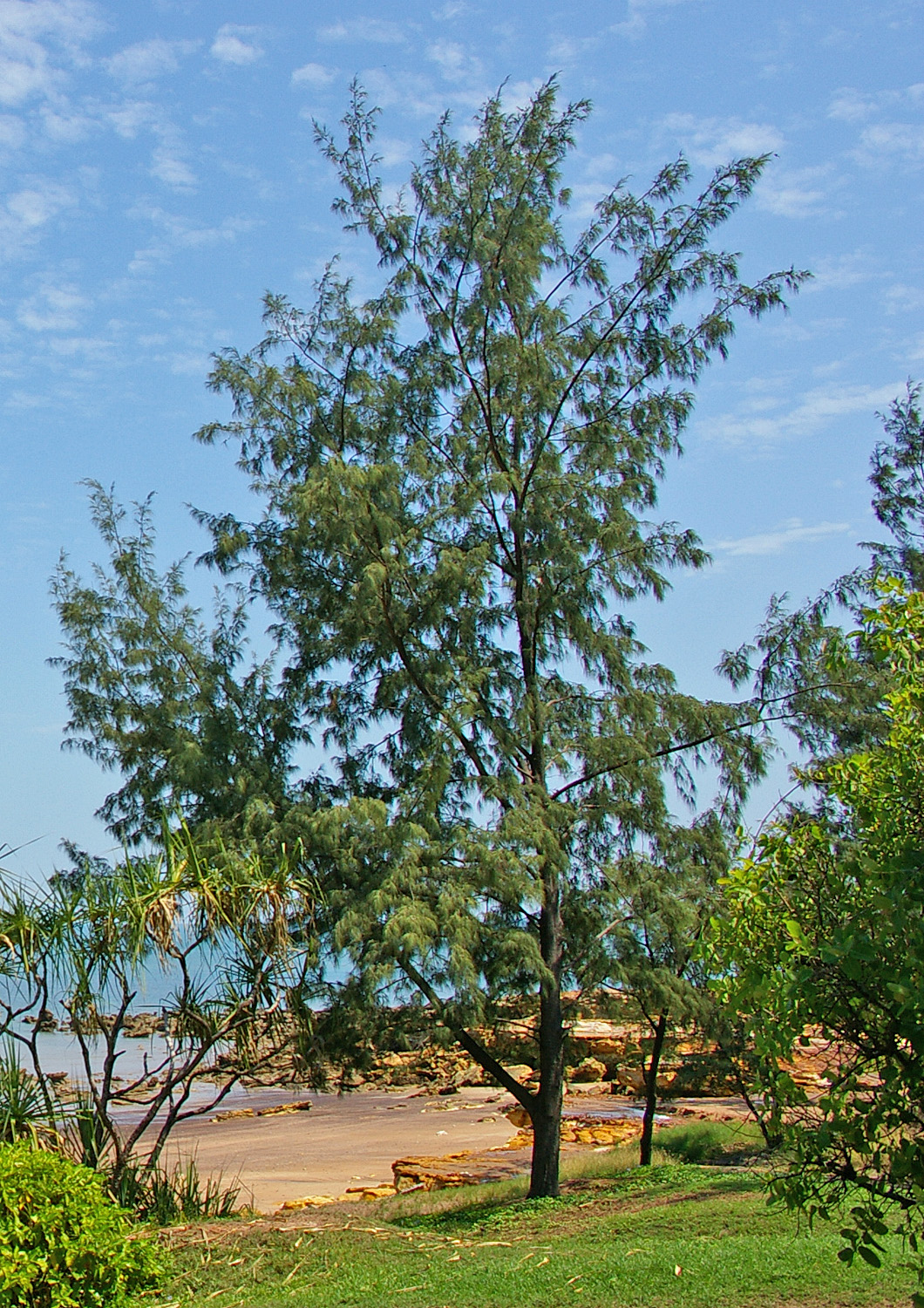
C. equisetifolia subsp. equisetifolia
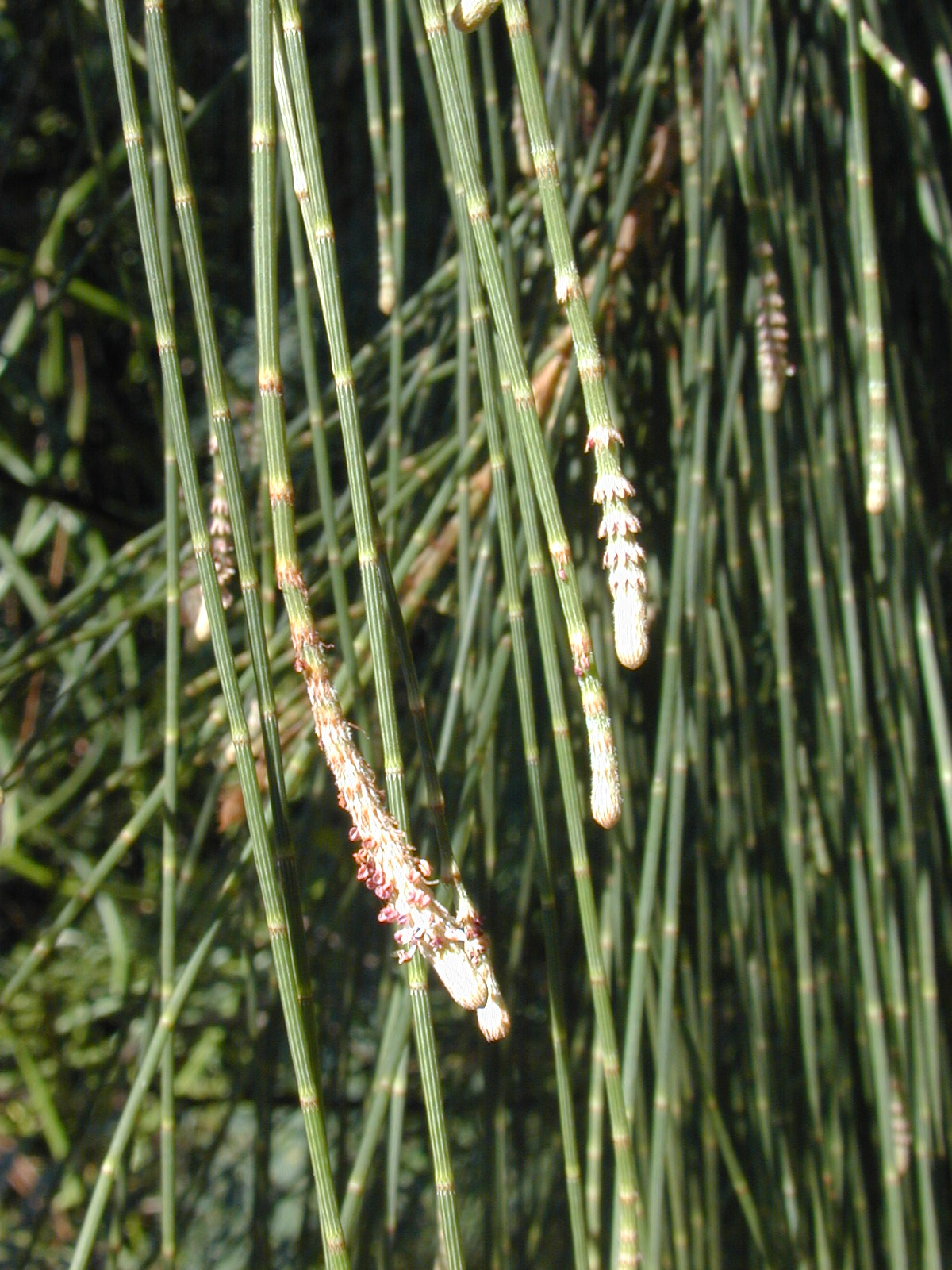
C. equisetifolia茎と葉
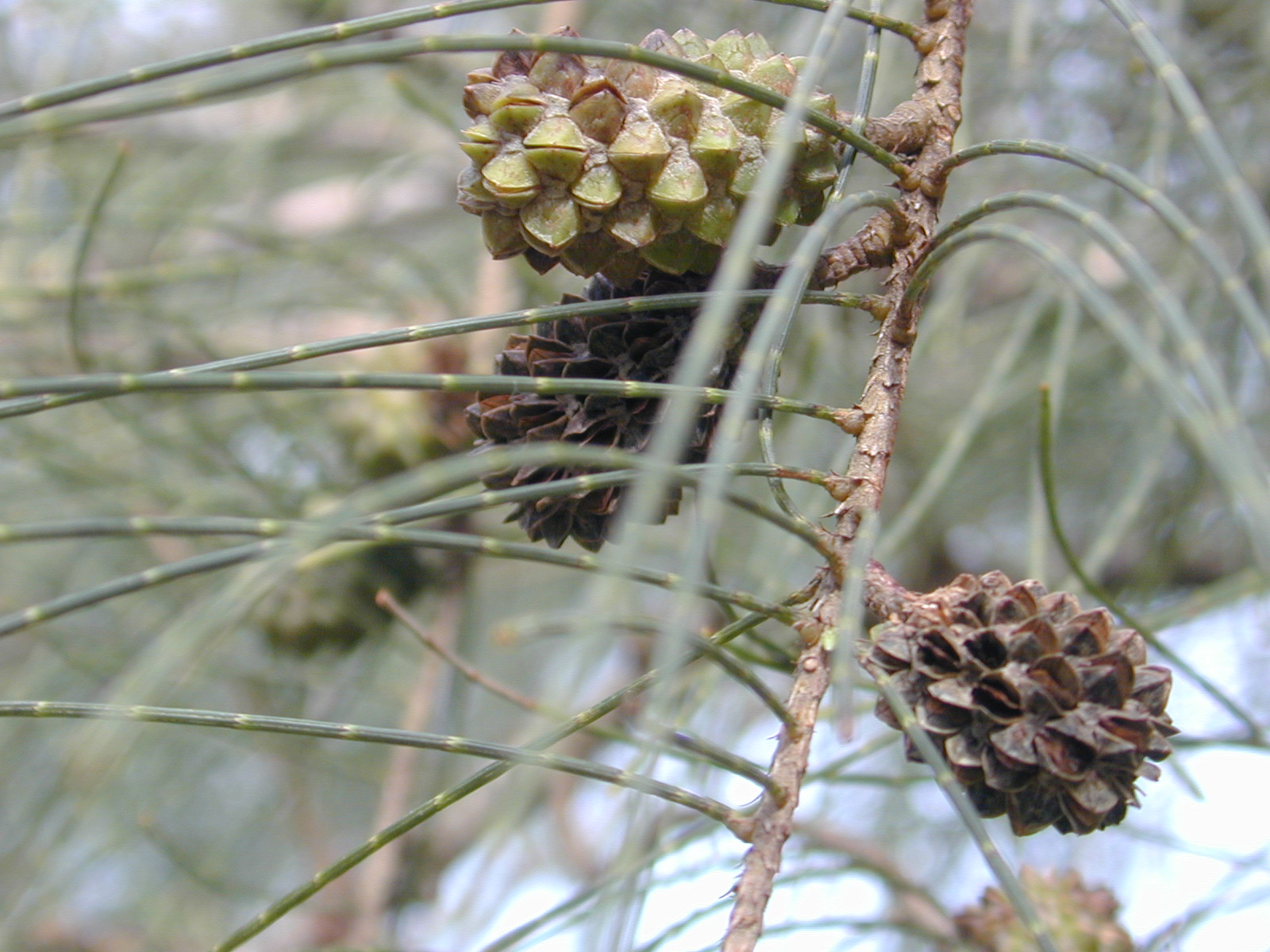
C. equisetifolia果実
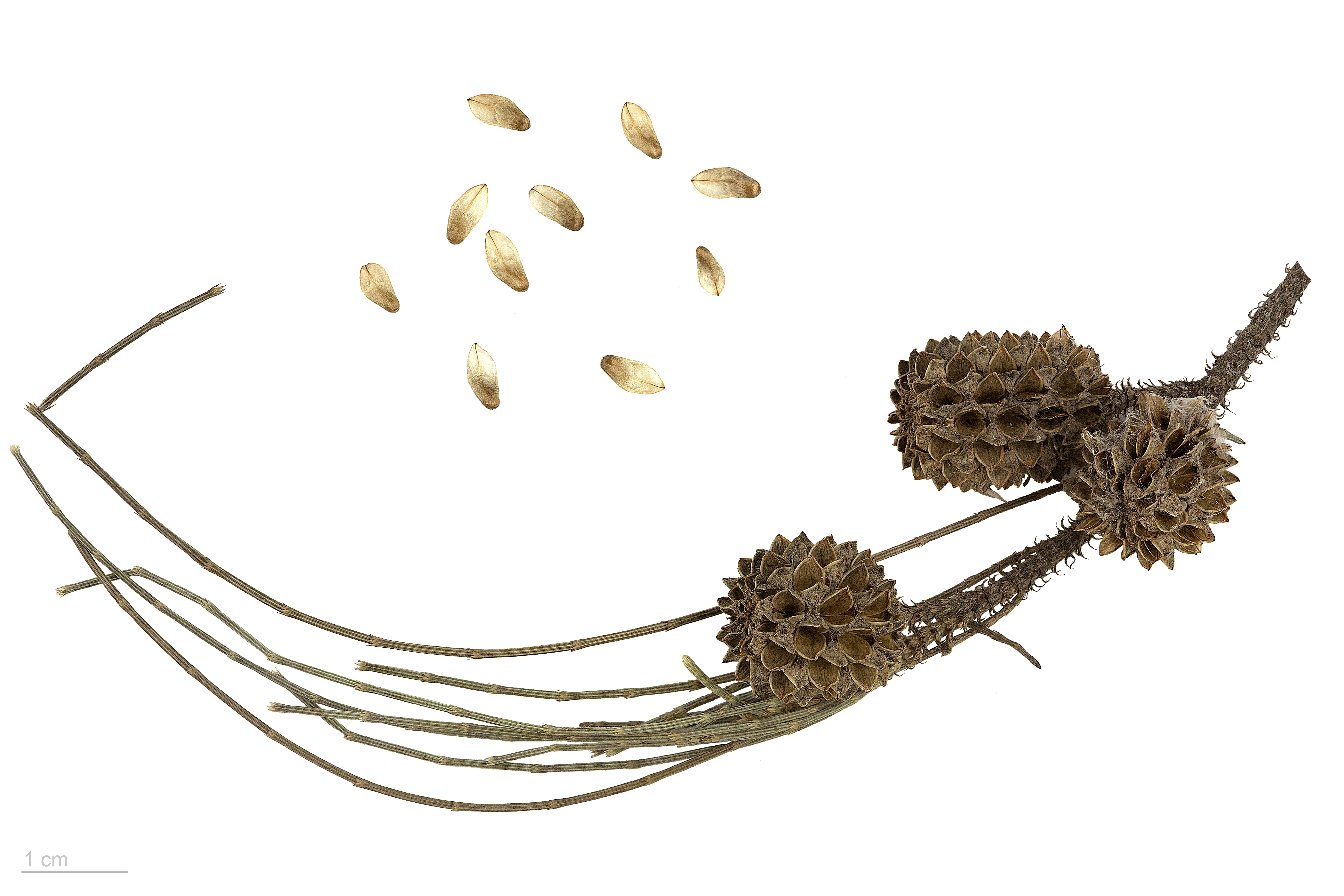
Casuarina equisetifolia - Museum specimen
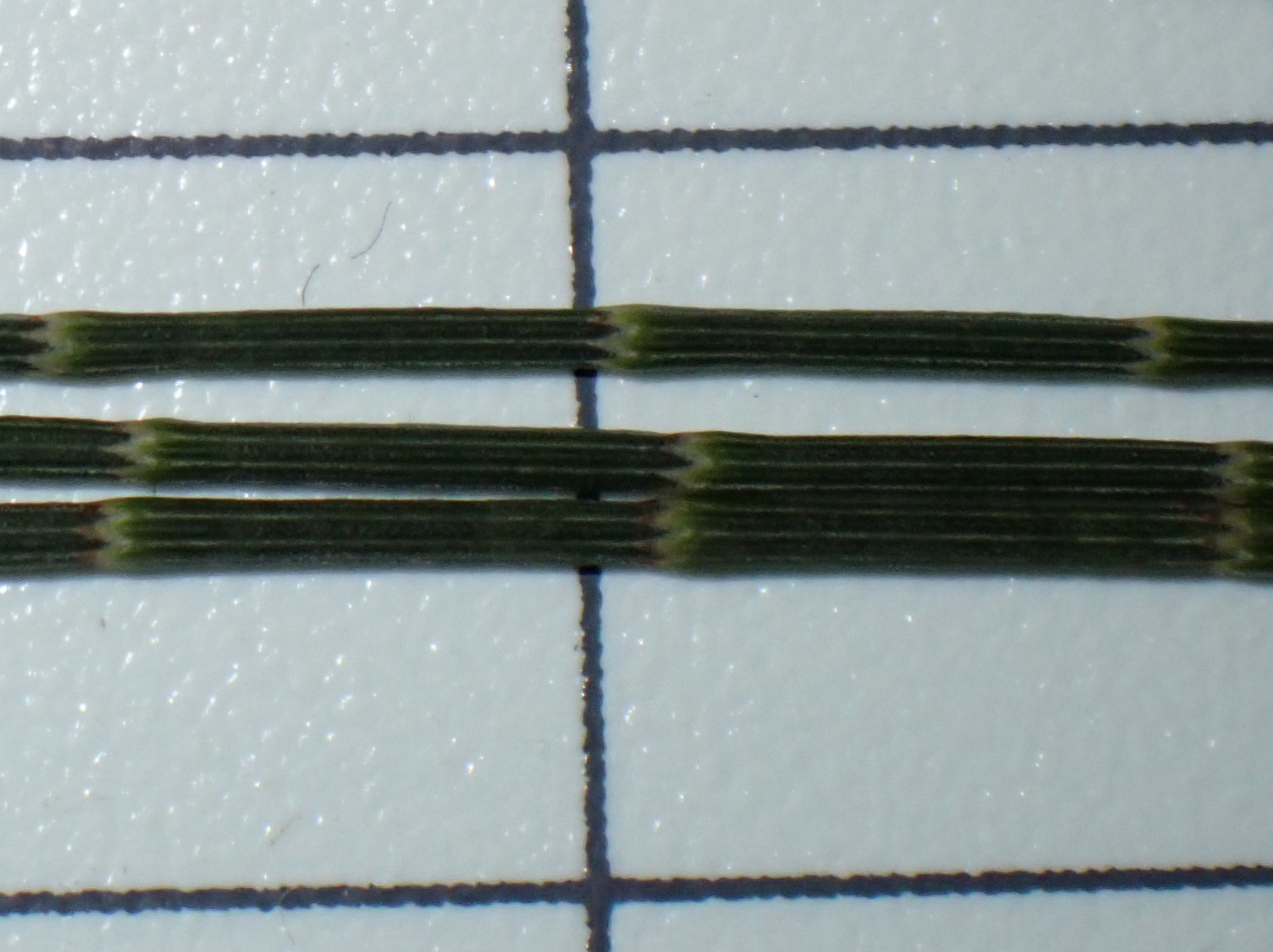
枝と鱗片葉

## 盆栽
モクマオウ属植物は、特に東南アジアおよびカリブ海の一部において盆栽に広く使われている。インドネシアの標本および台湾で栽培されたものは、盆栽の世界で一番よいものとされている。ハワイ諸島では、モクマオウ属植物は浸食防止や一般的には風よけのために植えられている。